# Strada europea E671
La strada europea E671 è una strada europea che collega Timișoara a Satu Mare. Come si evince dalla numerazione, si tratta di una strada di classe B posta nell'area delimitata a nord dalla E60, a sud dalla E70, ad ovest dalla E75 e ad est dalla E85.

## Percorso
La E671 è definita con i seguenti capisaldi di itinerario: "Timișoara - Arad - Oradea - Satu Mare".